# Thujopsis dolabrata
Thujopsis dolabrata és una espècie de conífera de la família de les cupressàcies endèmica del Japó. És l'única espècie del gènere Thujopsis. Al Japó rep el nom d'asunaro (あすなろ) i en català se la coneix com a tuia falsa ja que és molt semblant a les espècies del gènere Thuja amb les què està estretament emparentada. En difereix per tenir les fulles i les pinyes més gruixudes.
Thujopsis dolabrata fa fins a 40 m d'alt amb l'escorça de color marró vermellenc que es pela en bandes verticals.
Hi ha dues varietats:
- Thujopsis dolabrata var. dolabrata. Centre i sud del Japó.
- Thujopsis dolabrata var. hondai. Nord del Japó.

## Usos
És un arbre ornamental al Japó, on es planta al voltant dels temples i en els jardins. També es planta a Europa i Amèrica del Nord en zones plujoses o en jardins regats, ja que no tolera la secada. Ha guanyat el premi del Mèrit en Jardineria de la Royal Horticultural Society.
La seva fusta és molt preuada, ja que és duradora i perfumada amb una aroma similar a la de la Thuja plicata.

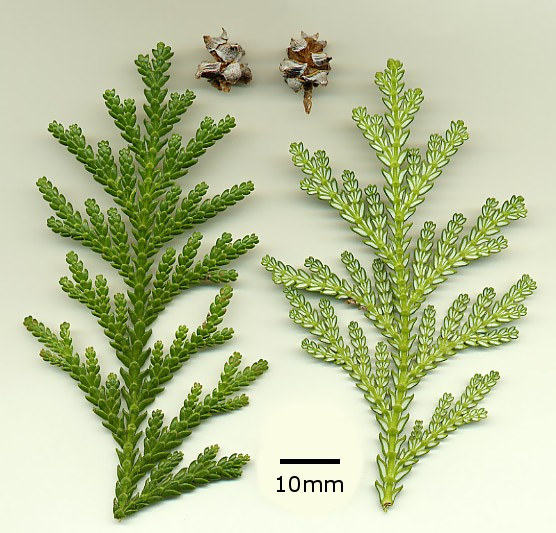
Thujopsis dolabrata; amb pinyes madures
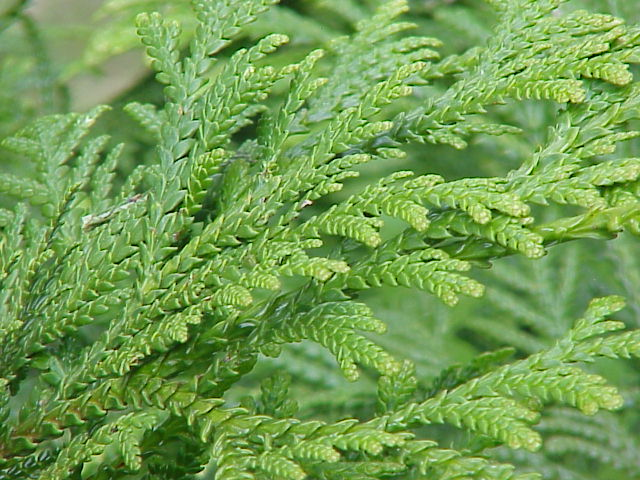
Thujopsis dolabrata,fulles